# Диффузный спазм пищевода
Диффузный спазм пищевода (эзофагоспазм) — заболевание, относящееся к дискинезии пищевода, при котором периодически возникают некоординированные спастические сокращения гладкой мускулатуры пищевода при сохранении нормального тонуса нижнего пищеводного сфинктера и его рефлекторного раскрытия во время глотания.

## Этиология
Этиология диффузного спазма пищевода неизвестна.
В зависимости от механизмов нарушения двигательной активности пищевода различают два варианта эзофагоспазма:
- Первичный (идиопатический) эзофагоспазм — органические изменения нервной системы, при которых поражаются межмышечные нервные сплетения, участвующие в регуляции двигательной активности пищевода.
- Вторичный (рефлекторный) эзофагоспазм — обусловлен висцеро-висцеральными рефлексами, сопутствует таким заболеваниям, как, ГЭРБ, эзофагиты различной этиологии, грыжа пищеводного отверстия диафрагмы, язвенная болезнь желудка, язвенная болезнь двенадцатиперстной кишки, желчекаменная болезнь, при которых происходит поражение слизистой пищевода. Вторичный эзофагоспазм может развиваться на фоне некоторых заболеваний соединительной ткани, диабетической нейропатии, а также при выраженных психоэмоциональных стрессах.

## Клиническая картина
Основные проявления диффузного спазма пищевода — это боли в грудной клетке и дисфагия.
- Боли в грудной клетке возникают на фоне спастического сокращения гладкой мускулатуры. Они могут возникать как спонтанно, в покое (вне приёма пищи), так и при проглатывании пищи или слюны. Но в обоих случаях боли усиливаются на фоне эмоционального стресса.

Боли локализуются за грудиной или в межлопаточном пространстве. Иррадиируют в спину, шею, уши, нижнюю челюсть или верхние конечности и появляются во время прохождения пищи по пищеводу. Длительность болей может варьироваться от нескольких секунд до нескольких минут, затем они проходят, нередко самостоятельно.
Но в некоторых случаях болевой синдром может сохраняться в течение 30-60 минут. Боли могут быть острыми интенсивными или тупыми несильными (ощущение «кола», «комка» за грудиной).
В случае, когда боли возникают вне приёма пищи и локализуются за грудиной, их следует дифференцировать от приступов стенокардии, заброса агрессивного содержимого желудка в пищевод, нервноспастического спазма пищевода и т.д.
- Дисфагия возникает при приёме как жидкой, так и твёрдой пищи. Нередко дисфагия носит парадоксальный характер и проявляется только при глотании жидкой пищи.

Дисфагия часто носит не постоянный характер, и не всякий болевой приступ сопровождается появлением дисфагии.

## Диагностика
- Рентгеноскопическое исследование.

При рентгендиагностике можно обнаружить деформацию пищевода в виде «чёток», «штопора», псевдодивертикулов, а также оценить перистальтику пищевода. Как правило, при диффузном спазме пищевода она неравномерная и нерегулярная.
- ФЭГДС обычно затруднена из-за сильных загрудинных болей во время исследования.
- Эзофагоманометрия (манометрия пищевода).

При проведении манометрии пищевода обнаруживаются спастические сокращения стенок пищевода в виде волн различной формы и амплитуды, эпизоды нормальной перистальтики, позволяющие дифференцировать эзофагоспазм от ахалазии, рефлекторное расслабление нижнего пищеводного сфинктера, неполная его релаксация.

## Лечение
Включает в себя следующие этапы:
- Диета.

Для предупреждения симптомов заболевания рекомендуется регулярное дробное питание (не реже 4-6 раз в день), и, по возможности, употребление жидкой или кашицеобразной пищи. Из пищевого рациона следует исключить слишком холодную или слишком горячую пищу, газированные напитки, кислые соки, грубую клетчатку (капусту, яблоки и т. п.).
- Медикаментозное лечение.

Комплексное лечение должно быть направлено на устранение спазма гладкой мускулатуры и восстановление нормальной перистальтики пищевода.
Для большинства больных необходимо назначение седативных препаратов или антидепрессантов.
- Хирургическое лечение.

## Список литературы
- Ройтберг Г. Е., Струтынский А. В. Внутренние болезни. Система органов пищеварения: Учебн. пособие / Г. Е. Ройтберг, А. В. Струтынский. — М.: МЕДпресс-информ, 2007. — 560 с. : ил.